# Aislaby (Durham)
Aislaby is een plaats en civil parish in het bestuurlijke gebied Stockton-on-Tees, in het Engelse graafschap Durham.